# Alejandro Berenguer
Alejandro 'Álex' Berenguer Remiro (ur. 4 lipca 1995 w Pampelunie) – hiszpański piłkarz, który gra jako pomocnik w Athletic Bilbao.